# Віцина
Віци́на (пол. Wicina, нім. Witzen) — село в Польщі, у гміні Ясень Жарського повіту Любуського воєводства.
Населення — 209 осіб (2011).
У 1975—1998 роках село належало до Зеленогурського воєводства.

## Демографія
Демографічна структура станом на 31 березня 2011 року:
|          | Загалом | Допрацездатний вік | Працездатний вік | Постпрацездатний вік |
| -------- | ------- | ------------------ | ---------------- | -------------------- |
| Чоловіки | 104     | 23                 | 78               | 3                    |
| Жінки    | 105     | 18                 | 66               | 21                   |
| Разом    | 209     | 41                 | 144              | 24                   |